# Giulio Cesare Barbetta
Giulio Cesare Barbetta (Padova, 1540 – 1603) è stato un liutista e compositore italiano.

## Biografia
Giulio Cesare Barbetta fu essenzialmente un liutista, certamente fra i più noti del 1500, e compositore di musica per liuto a sette corde. Compose madrigali, canzonette e fantasie, secondo l'uso del tempo. Suo editore fu il veneziano Angelo Gardano, stampatore in Venezia.

## Opere
Compose musica per liuto e in particolare 4 libri di intavolature:
- Primo libro de intavolatura de liuto (Venezia, 1569)
- Neu Lautenbuch auf 6 und 7 Chorseyten (Strasburgo, 1582)
- Intavolatura de liuto (Venezia, 1585)
- Intavolatura de liuto (Venezia, 1603)

Opere didattiche:
- Tabulae musicae testudinariae (Strasburgo, 1582)